# Операция Дни на покаяние
„Дни на покаяние“ е името на военна операция на израелската армия в северната част на ивицата Газа през октомври 2004 г. Повод за операцията са нападения с ракети „Касам“, изстреляни от северната част на ивицата Газа. При едно от тези нападения се стига и до две човешки жертви в близкия израелски град Сдерот.
Военните действия на израелската страна започват на 29 септември 2004 г. Още първия ден са убити 25 души. Според данни от израелските медии в операцията са включени 2000 израелски войника и 100 танка.
До 4 октомври 2004 г. жертвите стават 78 души, от които 5 израелци. Израелската армия разрушава множество къщи на палестински терористи и помощниците им, както и стопански постройки.
Операцията оставя 675 палестинци без покрив и нанася материални щети на стойност близо 3 милиона долара.